# Die dritte Generation
Die dritte Generation is een West-Duitse filmkomedie uit 1979 onder regie van Rainer Werner Fassbinder.

## Verhaal
Een groep verveelde jongeren zet een terreuractie op stapel. Ze besluiten om de directeur te ontvoeren van een informaticabedrijf. Ze weten echter niet dat hij eigenlijk de financier is van hun terreuracties.

## Rolverdeling
| Acteur            | Personage          |
| ----------------- | ------------------ |
| Harry Baer        | Rudolf Mann        |
| Hark Bohm         | Gerhard Gast       |
| Margit Carstensen | Petra Vielhaber    |
| Eddie Constantine | P.J. Lurz          |
| Jürgen Draeger    | Hans Vielhaber     |
| Raúl Gimenez      | Paul               |
| Claus Holm        | Opa Gast           |
| Günther Kaufmann  | Franz Walsch       |
| Udo Kier          | Edgar Gast         |
| Bulle Ogier       | Hilde Krieger      |
| Lilo Pempeit      | Moeder Gast        |
| Hanna Schygulla   | Susanne Gast       |
| Volker Spengler   | August             |
| Y Sa Lo           | Ilse Hoffmann      |
| Vitus Zeplichal   | Bernhard von Stein |